# Günther Ramin
Günther Werner Hans Ramin (Karlsruhe, 15 octobre 1898 – Leipzig, 27 février 1956) est un organiste, chef de chœur, compositeur et Thomaskantor allemand, le 12e Thomaskantor après Johann Sebastian Bach.

## Biographie

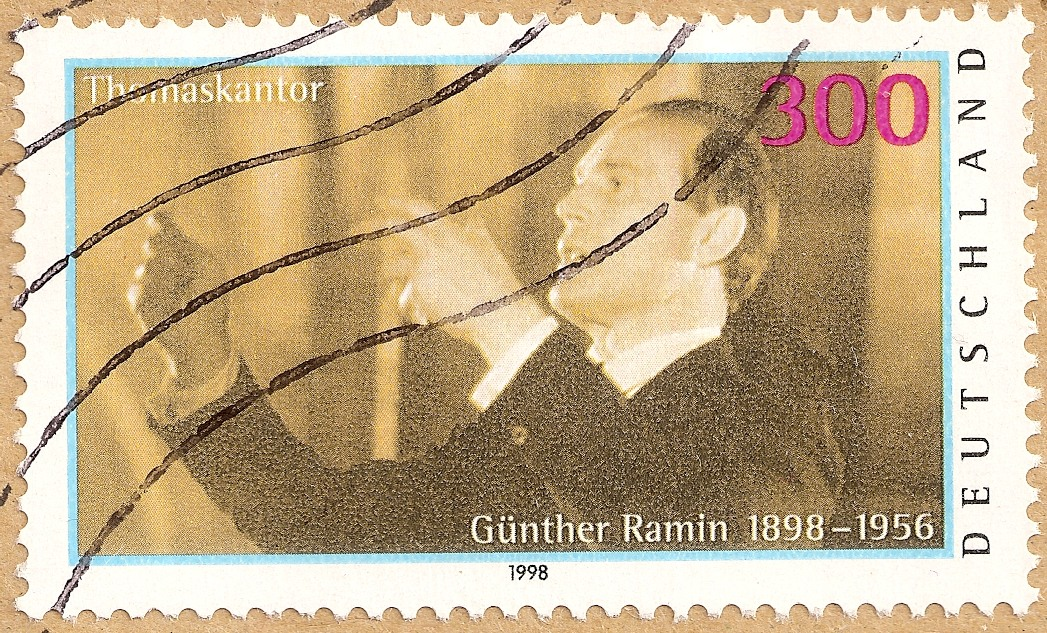
Günther Ramin, sur un timbre allemand de 1998

Fils d'un pasteur, il entra à douze ans dans le Chœur de l'église Saint-Thomas à la Thomasschule de Leipzig où ses aptitudes à l'orgue furent repérées par Karl Straube, alors organiste et assistant du cantor en titre.
En 1918, il lui succéda comme organiste de l'Église Saint-Thomas (tandis que Karl Straube devenait chef de chœur du Thomanerchor).
En 1935, il devint dirigeant de la chorale de l'Orchestre philharmonique de Berlin, puis, en 1939 prit la suite de Karl Straube à la direction du Thomanerchor où il s'attacha à travailler les œuvres chorales de Jean-Sébastien Bach, permettant au chœur de revenir sur la scène internationale à partir de 1945.

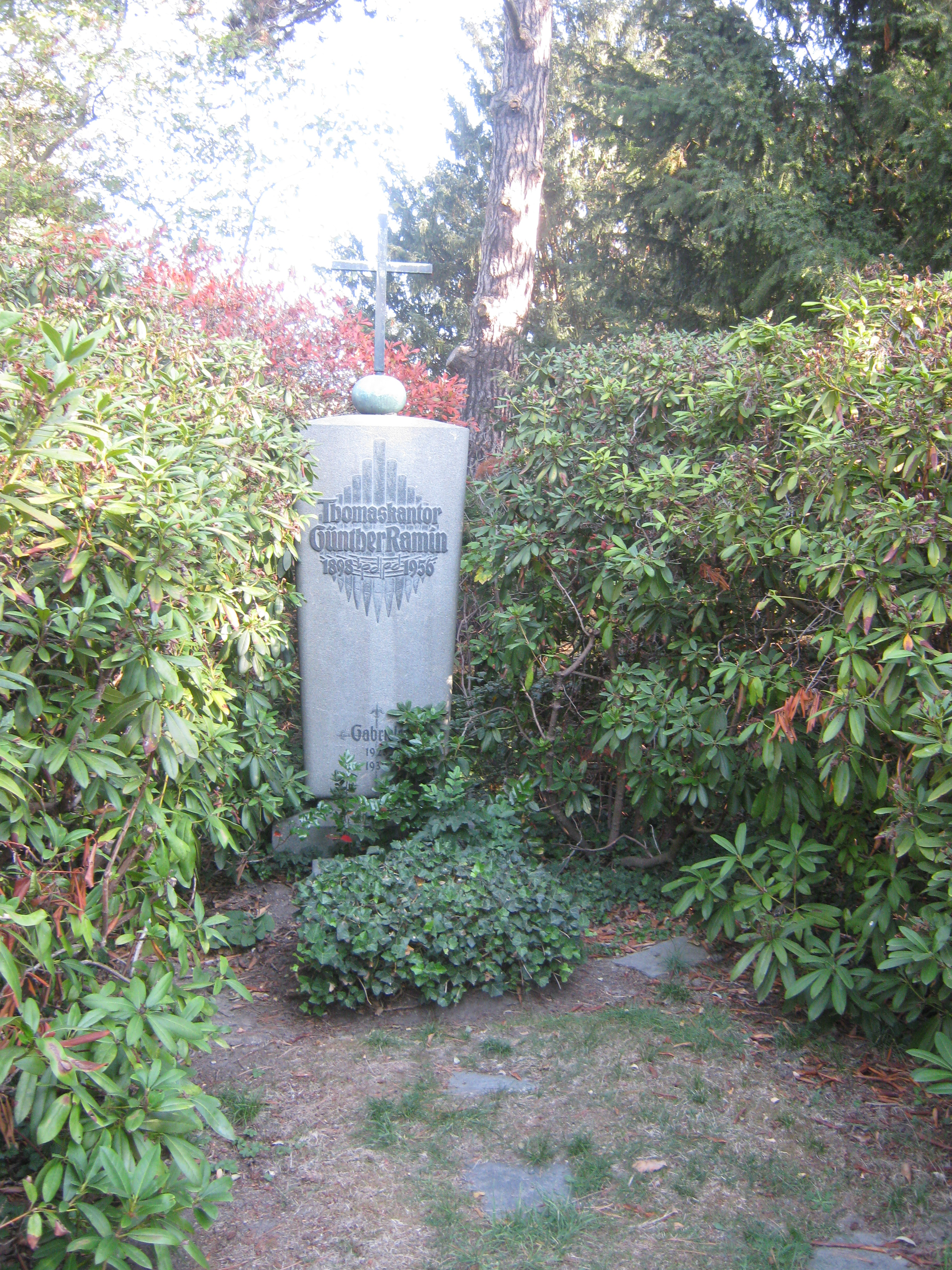
Sépulture au cimetière du Sud de Leipzig.

Il conserva ce poste jusqu'à sa mort survenue le 27 février 1956 à Leipzig à la suite d'un accident vasculaire cérébral.
Organiste concertiste de renommée internationale, il donna des récitals en Europe, aux États-Unis (1933,1934) et en Amérique du Sud (1954).

## Récompenses
En 1949, Günther Ramin fut nommé docteur honoris causa de l'Université de Leipzig et l'année suivante obtint le Prix national de la République démocratique allemande (2e classe).